# Tre Fontane

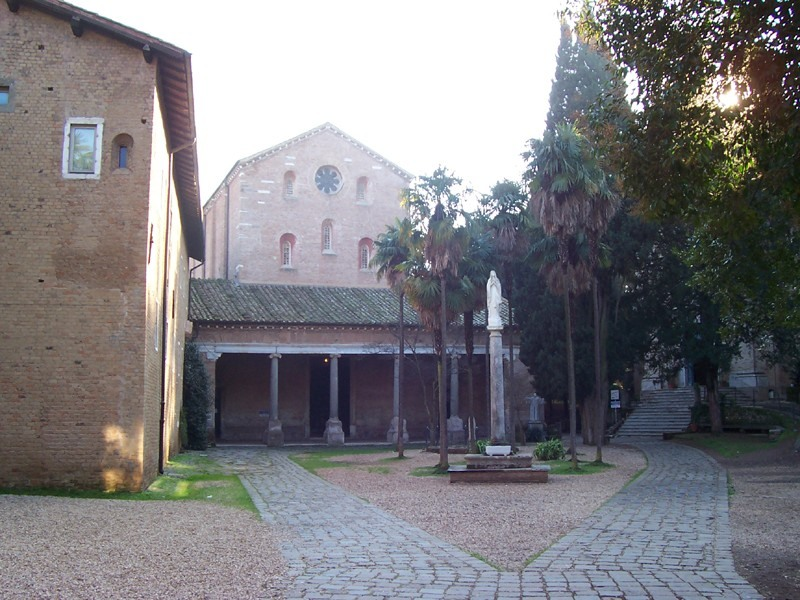
Tre Fontane med kyrkan Santi Vincenzo e Anastasio alle Tre Fontane.

Tre Fontane, Abbazia delle Tre Fontane, är ett berömt trappistkloster söder om Rom, nordost om EUR.
Tre Fontane är enligt traditionen den plats, där aposteln Paulus halshöggs cirka år 67. Huvudet skall ha studsat tre gånger och givit upphov till de tre källor som givit platsen dess namn.
Vid Tre Fontane finns tre kyrkobyggnader:
- Santi Vincenzo e Anastasio alle Tre Fontane
- Santa Maria Scala Coeli
- San Paolo alle Tre Fontane